# Bojiště (Trutnov)
Bojiště je původně samostatná ves, nyní část okresního města Trutnov. Nachází se asi 1,5 km na jih od centra Trutnova. Název obce vznikl ve 40. letech 20. století uměle, aby připomínal okolní rozsáhlé bojiště bitvy u Trutnova v roce 1866, ale hlavním důvodem bylo nahrazení německého označení. Ještě po válce se totiž obec nazývala Humburky. Český název byl však pouze nesprávnou zkomoleninou do té doby německého názvu Hohenbrück, tj. Vysoký Most nebo též Horní Most. Ještě před německým osídlením se ovšem ves nazývala česky Svojší či Svojšov.
Zajímavé je, že se zde neříká v Bojišti, ale bydlet na Bojišti. Podobně je tomu i u několika dalších trutnovských částí Kryblice, Volanov a Oblanov, kde se používá předložka „na“. Historická zástavba obce se nachází v údolí Doleckého potoka a hlavní silnice se jen dotýkala na východním konci. Po dokončení obchvatu Bojiště se však staví hlavně podél silnice I/37, původně II/300. Právě na této silnici se nachází v zimě řidiči proklínaný Humburský kopec, známý jako Humburák. U Bojiště, už v jiném katastru, stojí přírodní kulturní středisko Na Bojišti, známé hlavně každoročním open air festivalem Trutnov. V roce 2017 se areál Bojiště stal hostitelem celostátního setkání skautů a skautek starších 15 let Obrok, na který přijelo víc než 1 500 lidí.
V roce 2009 bylo na Bojišti evidováno 82 adres. V roce 2001 zde trvale žilo 212 obyvatel.
Bojiště leží v katastrálním území Bojiště u Trutnova o rozloze 5,09 km2. V katastrálním území Bojiště u Trutnova leží i Nový Rokytník.